# Ligament ulno-carpien palmaire
Le ligament ulno-carpien palmaire est un ligament de l'articulation radio-carpienne.
Il s'insère sur la tête de l'ulna et s'étend jusqu'aux faces antérieures des os lunatum, triquetrum et capitatum.
Il forme, avec le ligament radio-carpien palmaire, le ligament antérieur de l'articulation du poignet.